# Albestroff
Albestroff (fràncic lorenès Alstroff) és un municipi francès situat al departament del Mosel·la i a la regió del Gran Est. L'any 2007 tenia 648 habitants.

## Demografia

### Població
El 2007 la població de fet d'Albestroff era de 648 persones. Hi havia 204 famílies, de les quals 56 eren unipersonals (28 homes vivint sols i 28 dones vivint soles), 64 parelles sense fills, 64 parelles amb fills i 20 famílies monoparentals amb fills.
La població ha evolucionat segons el següent gràfic:
Habitants censats

### Habitatges
El 2007 hi havia 238 habitatges, 212 eren l'habitatge principal de la família, 8 eren segones residències i 18 estaven desocupats. 164 eren cases i 75 eren apartaments. Dels 212 habitatges principals, 126 estaven ocupats pels seus propietaris, 73 estaven llogats i ocupats pels llogaters i 14 estaven cedits a títol gratuït; 4 tenien una cambra, 12 en tenien dues, 26 en tenien tres, 45 en tenien quatre i 126 en tenien cinc o més. 157 habitatges disposaven pel capbaix d'una plaça de pàrquing. A 89 habitatges hi havia un automòbil i a 90 n'hi havia dos o més.

### Piràmide de població
La piràmide de població per edats i sexe el 2009 era:
| Homes | Edats   | Dones |
| ----- | ------- | ----- |
| 0     | 95 o +  | 0     |
| 0     | 90 a 94 | 12    |
| 8     | 85 a 89 | 8     |
| 4     | 80 a 84 | 4     |
| 8     | 75 a 79 | 16    |
| 8     | 70 a 74 | 20    |
| 24    | 65 a 69 | 12    |
| 12    | 60 a 64 | 20    |
| 8     | 55 a 59 | 0     |
| 20    | 50 a 54 | 24    |
| 44    | 45 a 49 | 28    |
| 28    | 40 a 44 | 16    |
| 36    | 35 a 39 | 20    |
| 32    | 30 a 34 | 20    |
| 28    | 25 a 29 | 8     |
| 24    | 20 a 24 | 8     |
| 16    | 15 a 19 | 28    |
| 28    | 10 a 14 | 16    |
| 16    | 5 a 9   | 28    |
| 0     | 0 a 4   | 8     |

## Economia
El 2007 la població en edat de treballar era de 424 persones, 293 eren actives i 131 eren inactives. De les 293 persones actives 259 estaven ocupades (165 homes i 94 dones) i 34 estaven aturades (12 homes i 22 dones). De les 131 persones inactives 26 estaven jubilades, 49 estaven estudiant i 56 estaven classificades com a «altres inactius».

### Ingressos
El 2009 a Albestroff hi havia 200 unitats fiscals que integraven 502 persones, la mediana anual d'ingressos fiscals per persona era de 17.716 €.

### Activitats econòmiques
Dels 23 establiments que hi havia el 2007, 1 era d'una empresa alimentària, 2 d'empreses de fabricació d'altres productes industrials, 3 d'empreses de construcció, 2 d'empreses de comerç i reparació d'automòbils, 3 d'empreses de transport, 1 d'una empresa d'hostatgeria i restauració, 1 d'una empresa immobiliària, 3 d'empreses de serveis i 7 d'entitats de l'administració pública.
Dels 8 establiments de servei als particulars que hi havia el 2009, 1 era una oficina d'administració d'Hisenda pública, 1 gendarmeria, 2 oficines de correu, 1 autoescola, 1 fusteria, 1 lampisteria i 1 agència immobiliària.
L'únic establiment comercial que hi havia el 2009 era una fleca.
L'any 2000 a Albestroff hi havia 7 explotacions agrícoles.

## Equipaments sanitaris i escolars
El 2009 hi havia 1 escola maternal integrada dins d'un grup escolar amb les comunes properes formant una escola dispersa i 1 escola elemental integrada dins d'un grup escolar amb les comunes properes formant una escola dispersa. Albestroff disposava d'un col·legi d'educació secundària amb 325 alumnes.

## Poblacions més properes
El següent diagrama mostra les poblacions més properes.